# Dolmen de Dombate
Le dolmen de Dombate est un dolmen situé dans la paroisse de Borneiro de la commune de Cabana de Bergantiños, dans la province de La Corogne, en Galice, en Espagne. Il date de la première moitié du IVe millénaire av. J.-C. Après une utilisation intermittente entre environ 3800 et 2700 av. J.-C., l'édifice a été clos. Ce dolmen, autrement appelé tombe à couloir, est l'un des plus importants de Galice.

## Situation
Le dolmen de Dombate est une étape du parcours de randonnée de la Costa da Morte, dans sa troisième étape du Camiño dos Faros. À proximité se trouvent d'autres dolmens connus pour leur art rupestre : les dolmens Pedra Cuberta et Pedra da Arca.
Selon l'expert José María Bello Diéguez (ga), la concentration de dolmens de ce type sur la Costa da Morte (ga) pourrait être liés à la richesse culturelle de la région, comme l'étaient les cathédrales au Moyen-Âge.

## Historique
Au XIXe siècle, l'historien Manuel Murguía écrivait déjà sur le dolmen, et en 1885, le poète Eduardo Pondal l'immortalisa dans un poème de l'Hymne galicien :
« Pasado Vilaseco, lugar batido polo aire no alto da costa de Uces de montesía canle ; pasado Vilaseco, indo pola Gandra adiante, xa vía desde lonxe o dolmen de Dolbate »
« Passé Vilaseco, un lieu battu par le vent sur la haute côte d'Uces avec son canal de montagne ; après avoir dépassé Vilaseco, en longeant la Gandra, je pouvais déjà apercevoir de loin le dolmen de Dombate.—Eduardo Pondal (1885) »
Le site a été fouillé par l'archéologue José María Bello Diéguez en 1987, 1988 et 1989. Après ces fouilles, les peintures et l'édifice ont été dégradés, faute de protection. Une inspection en 2001 a révélé des dégâts sérieux et la perte d'une partie des vestiges archéologiques. Aussi le Conseil provincial de La Corogne a-t-il décidé peu après de clôturer le terrain de 8 000 m2 où se trouve le dolmen.
L"édifice a été déclaré Bien d'intérêt culturel en 2011,.

## Description

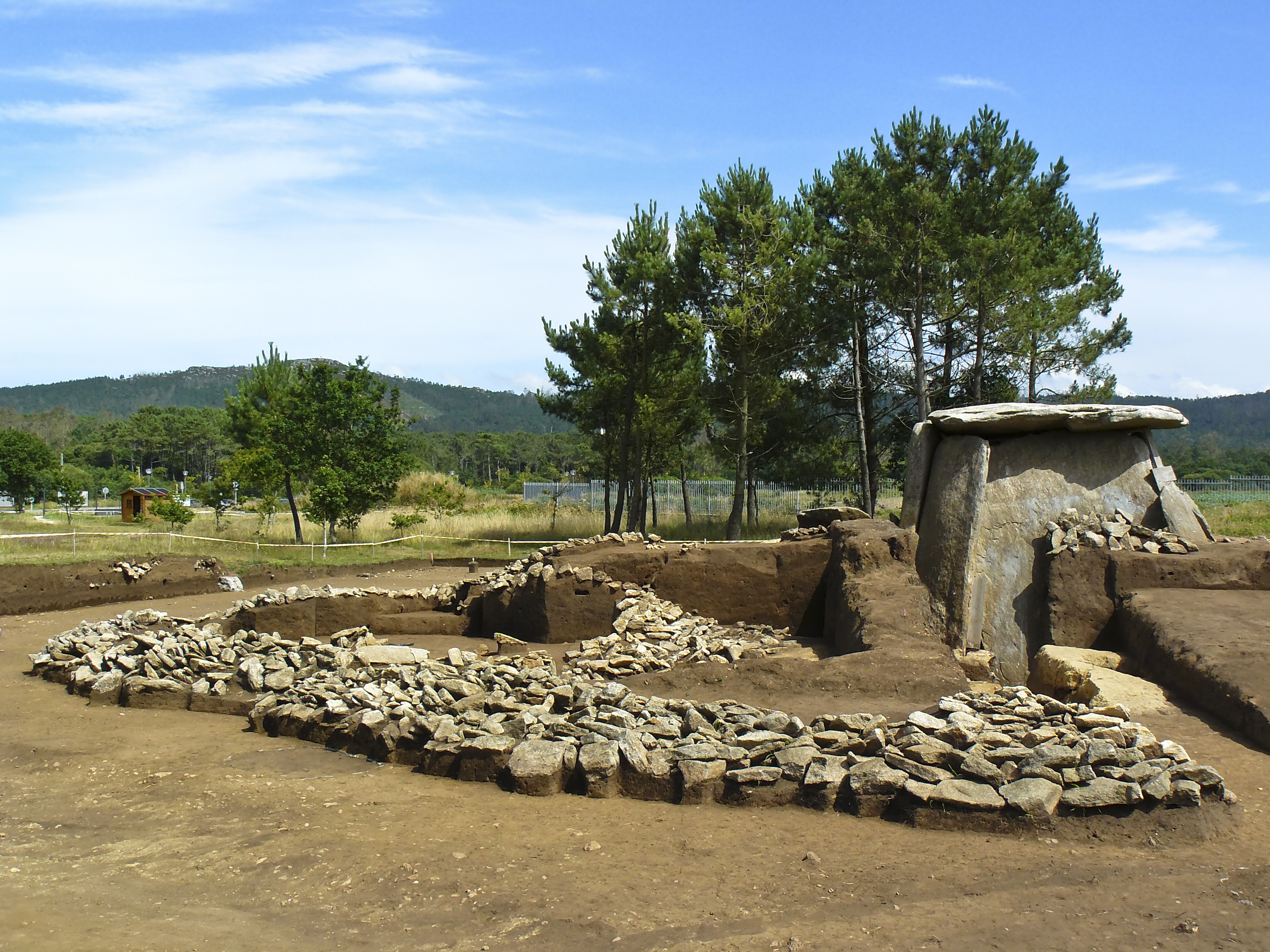
Dolmen de Dombate lors des fouilles de 2009

Le tumulus résiduel mesure environ 24 m de diamètre et 1,80 m de haut. Il est constitué de terre partiellement recouverte d'une couche de pierres plates déposées horizontalement (qui marquent le périmètre du site) et de pierres proéminentes et bien placées à l'intérieur. On suppose qu'à l'origine le tertre recouvrait le couloir et que le haut de la chambre funéraire restait visible.
Le dolmen est constitué d'une large chambre polygonale entourée de sept orthostates, dont l'un mesure 4,64 × 3 m, et d'un couloir à trois sections, clairement différenciées en plan et en section. L'entrée était fermée par une dalle verticale recouverte de pierres. Entre certains orthostates des dalles allongées ont été placées à l'extérieur, contribuant ainsi à combler les espaces vides. Les fosses qui servent à caler ces grosses pierres atteignent des profondeurs de 1,40 m dans la chambre funéraire et de 0,70 m dans le couloir.
Au-dessus du tumulus connu, il y avait un mégalithe supérieur, de taille et de complexité réduites, constitué d'une chambre simple, allongée et ouverte, entourée de neuf orthostates, et d'une superficie d'environ 2,40 × 1,90 m. Le tumulus correspondant mesurait 10,5 m de diamètre et était recouvert d'une seule couche de pierres.
En 2009, on a découvert que la chambre était dotée d'un système de drainage, ce qui a laissé penser qu'elle avait été inondée dès le début.

## Mobilier archéologique et art rupestre

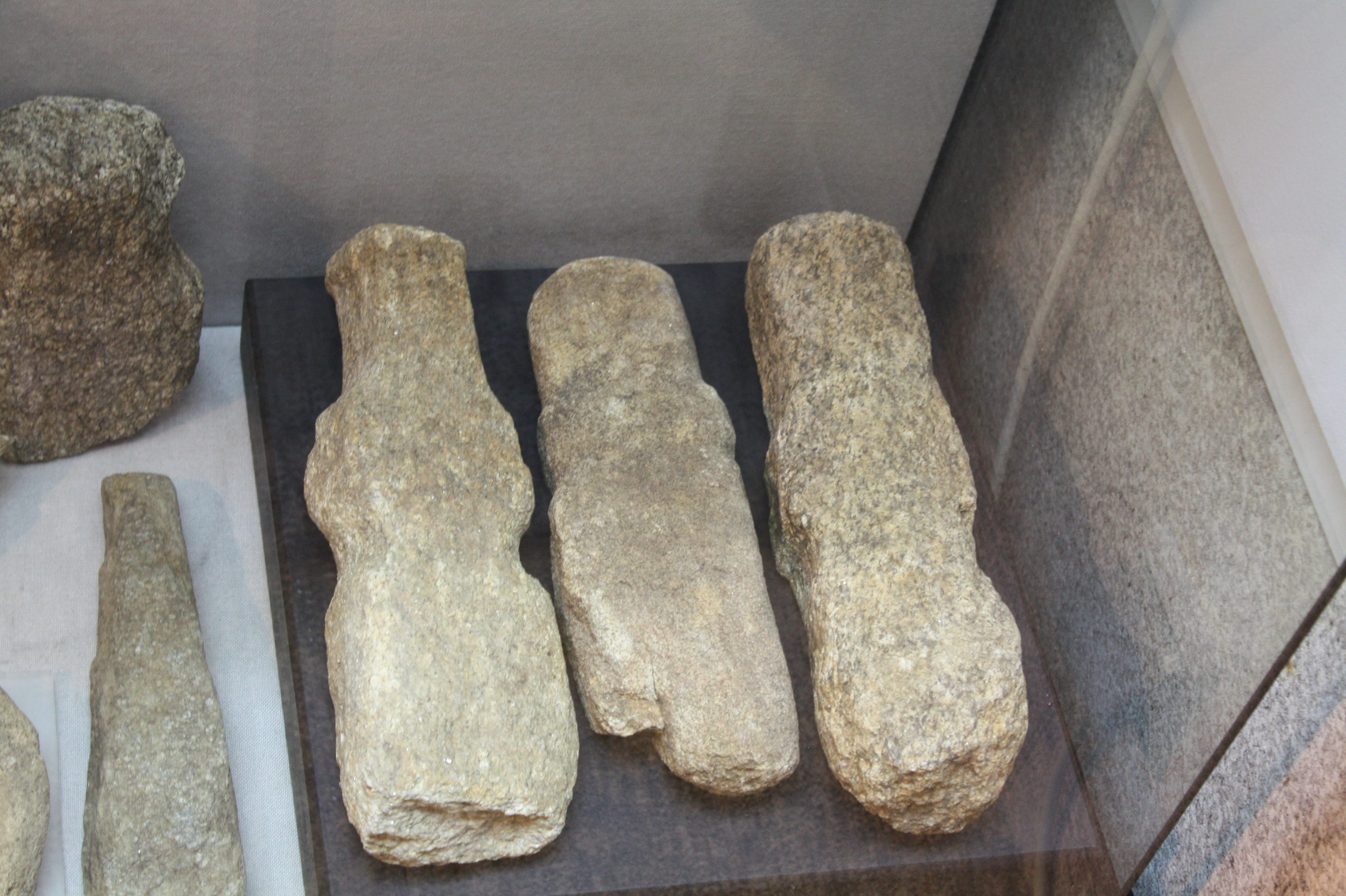
Idoles trouvées à l'entrée du dolmen de Dombate

Les orthostates de la chambre funéraire portent des pétroglyphes. De plus, toutes les dalles, tant dans la chambre que dans le couloir, sont peintes. Les peintures sont disposées en deux registres horizontaux séparés par une bande rougeâtre de points rouges et noirs. L'ensemble est une composition de figures géométriques (zigzags, rayures verticales et obliques, vagues, grilles, etc.). La couleur rouge a été obtenue à partir d'oxyde de fer et le noir à partir de charbon de bois, probablement appliqué sur un apprêt blanc fabriqué à partir d'un certain type de graisse mélangée à du kaolin.
Dans la première section du couloir du tumulus le plus récent, vingt petites idoles ont été trouvées, placées face au couloir et au bord du tumulus, ainsi que des artéfacts lithiques et des tessons de céramiques.

## Occupation
Les études réalisées sur le dolmen de Dombate suggèrent qu'il a été utilisé à quatre époques successives :
- Période 1 : édification entre 3800 et 3600 av. J.-C.. Durant la seconde moitié du quatrième millénaire et les deux premiers tiers du troisième, seuls des dolmens à couloir ont été construits ;
- Période 2 : vers 3000 av. J.-C., la zone d'accès a été préparée et utilisée pour la première fois ;
- Période 3 : vers 2700 av. J.-C., le couloir fut finalement clos et l'utilisation rituelle commença à cet endroit ;
- Période 4 : une dernière période d'utilisation coïncide peut-être avec la culture campaniforme[6].

À l'Âge du bronze, un village fut construit à côté du dolmen désaffecté.

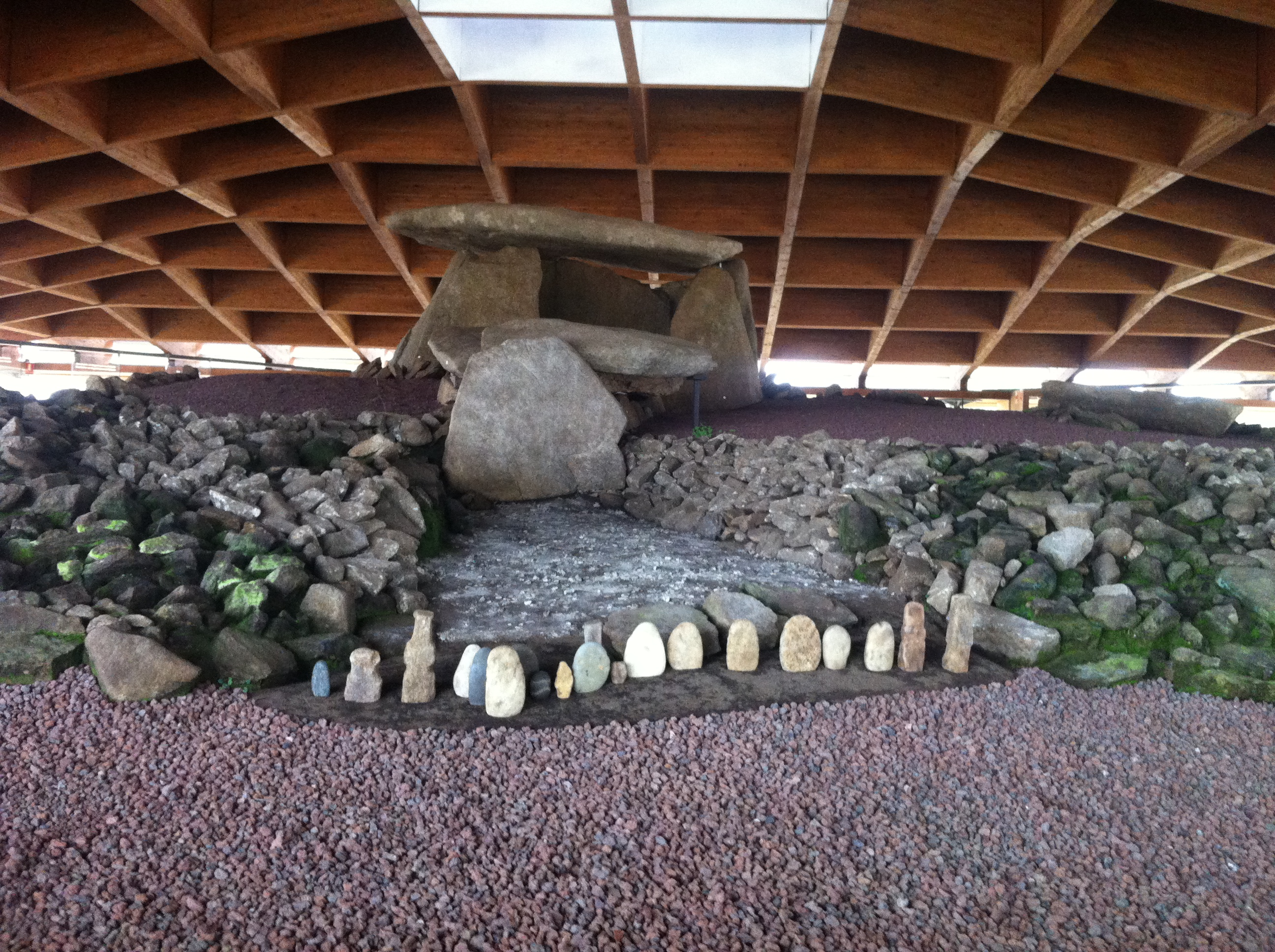
Idoles de pierre replacées sur le site (2013)

## Aménagement du site
En 2009, des fouilles archéologiques ont été réalisées dans le dolmen et dans le terrain environnant. La même année, une entreprise a été mandatée pour réaliser la muséification du dolmen et de ses environs dans un délai de dix mois, avec un budget de plus d'un million et demi d'euros.
En 2011, la toiture protégeant le dolmen des intempéries a été achevée, en parallèle avec des travaux d'étude et de restauration. Une réplique de la chambre funéraire a été inaugurée en 2012. En 2014, après que la mairie de Cabana de Bergantiños a commencé sa gestion municipale, de graves dommages sont apparus sur la réplique et le Conseil provincial de La Corogne a reçu une demande de suspension de l'accord de collaboration, de révision de l'état des peintures originales et d'établissement d'un nombre maximum de visiteurs pour assurer la conservation du site.

## Galerie

Dolmen de Dombate
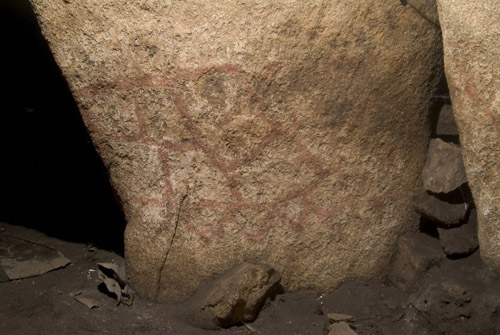
Peinture rupestre
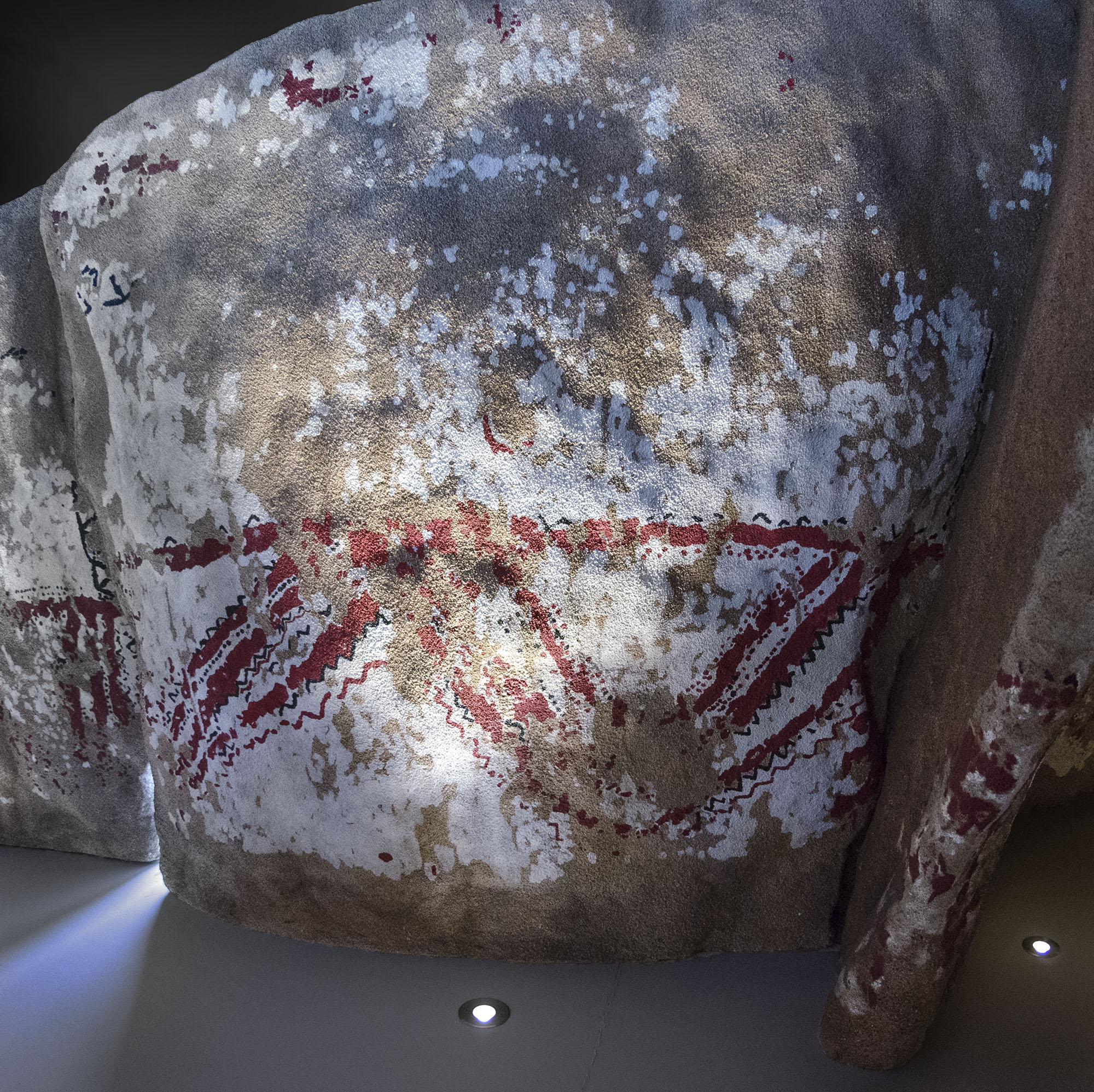
Peinture reproduite (centre d'interprétation)